# 2021년 퍼시픽 리그 클라이맥스 시리즈
2021년 퍼시픽 리그 클라이맥스 시리즈(일본어: 2021年のパシフィック・リーグクライマックスシリーズ, 영어: 2021 Pacific League Climax Series)는 2021년 11월에 개최된 일본 프로 야구 퍼시픽 리그의 클라이맥스 시리즈 경기이다. 전년도에 이어 퍼솔 홀딩스가 메인 스폰서를 맡으면서 ‘2021 퍼솔 클라이맥스 시리즈 퍼시픽’(2021 パーソル クライマックスシリーズ パ)이라는 이름으로 개최됐다.

## 개요
이 대회는 SMBC 일본 시리즈 2021 출전권을 내건 플레이오프 토너먼트이다. 2년 만에 퍼스트 스테이지가 부활하여 2019년 이전의 체재로 돌아왔다.
오릭스가 리그 우승을 차지하면서 처음으로 파이널 스테이지에 진출하게 됐는데, 이로써 전체 12개 구단이 파이널 스테이지에 진출하게 됐다.
한편 이 대회에서는 정규 시즌과 마찬가지로 연장전은 치르지 않고 9회 종료 시 동점일 경우 무승부로 한다. 퍼스트 스테이지 2·3차전 및 파이널 스테이지 3 ~ 6차전에서 9회초 공격 종료 시에 동점으로 끝나고 9회초 단계에서는 선공 팀이 리드해 9회말 공격을 할 경우 동점을 만들고 성적 상위 팀의 승자가 확정됐을 경우엔 9회말(이후) 공격을 생략하는 ‘특별 콜드게임’을 적용한다.

### 퍼스트 스테이지
정규 시즌 2위 팀인 지바 롯데 마린스와 3위 팀인 도호쿠 라쿠텐 골든이글스와 3전 2선승제로 치렀고, 승리팀인 지바 롯데는 파이널 스테이지에 진출했다. 이 매치업은 2013년 퍼스트 스테이지 이후 8년 만이지만 지바 롯데가 홈 경기를 치르는 것은 처음이다.
ZOZO 마린 스타디움에서의 개최는 2007년 이래 14년 만이자 두 번째(전신 플레이오프를 포함하면 세 번째)이며 긴 공백기를 가진 끝에 CS를 개최하게 됐다.
- 일시 : 11월 6일부터 11월 7일
- 구장 : ZOZO 마린 스타디움

### 파이널 스테이지
정규 시즌 시즌 1위 팀인 오릭스 버펄로스(어드밴티지 1승이 미리 주어진다)와 퍼스트 스테이지 승리팀인 지바 롯데 마린스와 6전 4선승제로 치렀고, 승리팀인 오릭스는 SMBC 일본 시리즈 2021의 출전권을 얻었다. 오릭스와 지바 롯데의 매치업이 처음으로 성사됐다.
교세라 돔 오사카에서의 개최는 2014년 이후 7년 만이자 세 번째이며 처음으로 파이널 스테이지를 개최하게 됐다. 또한 오릭스는 과거 2008년·2014년(모두 홋카이도 닛폰햄 파이터스전)의 퍼스트 스테이지에 2위 팀으로 진출하면서도 모두 탈락했고, 퍼스트 스테이지 돌파 경험이 없는 구단이 리그 우승하여 파이널 스테이지에 진출한 것은 센트럴·퍼시픽 양대 리그를 통틀어 첫 사례이다.
- 일시 : 11월 10일부터 11월 12일
- 구장 : 교세라 돔 오사카

## 클라이맥스 시리즈 참가 팀 및 감독
| 팀 순위       | 소속                     | 감독            | 정규시즌 성적  |
| ------------- | ------------------------ | --------------- | -------------- |
| 정규 리그 1위 | 오릭스 버펄로스          | 나카지마 사토시 | 70승 18무 55패 |
| 정규 리그 2위 | 지바 롯데 마린스         | 이구치 다다히토 | 67승 19무 57패 |
| 정규 리그 3위 | 도호쿠 라쿠텐 골든이글스 | 이시이 가즈히사 | 66승 15무 62패 |

### 대진표
|  | 퍼스트 스테이지(준결승) | 퍼스트 스테이지(준결승) |                                  |      | 파이널 스테이지(결승) | 파이널 스테이지(결승) |
|  |                         |                         |                                  |      |                       |                       |
|  |                         |                         |                                  |      |                       |                       |
|  |                         |                         |                                  |      |                       |                       |
|  |                         |                         |                                  |      |                       |                       |
|  |                         |                         | (6전 4선승제) 교세라 돔 오사카   |      |                       |                       |
|  |                         |                         |                                  |      |                       |                       |
|  | 오릭스(PL 우승)         | ☆○○△                    |                                  |      |                       |                       |
|  | 오릭스(PL 우승)         | ☆○○△                    | (3전 2선승제) ZOZO 마린 스타디움 |      |                       |                       |
|  |                         |                         | 지바 롯데                        | ★●●△ |                       |                       |
|  | 지바 롯데(PL 2위)       | ○△                      | 지바 롯데                        | ★●●△ |                       |                       |
|  | 지바 롯데(PL 2위)       | ○△                      |                                  |      |                       |                       |
|  | 라쿠텐(PL 3위)          | ●△                      |                                  |      |                       |                       |
|  | 라쿠텐(PL 3위)          | ●△                      |                                  |      |                       |                       |
|  |                         |                         |                                  |      |                       |                       |
|  |                         |                         |                                  |      |                       |                       |
|  |                         |                         |                                  |      |                       |                       |
|  |                         |                         |                                  |      |                       |                       |

- ☆·★ = 파이널 스테이지 어드밴티지 부여에 따라 우선 승패를 나눠 가져감.

## 경기 일정

### 퍼스트 스테이지
- 1차전 : 11월 6일
- 2차전 : 11월 7일

### 파이널 스테이지
- 1차전 : 11월 10일
- 2차전 : 11월 11일
- 3차전 : 11월 12일
- 4차전 : 11월 13일
- 5차전 : 11월 14일
- 6차전 : 11월 15일

## 경기 결과

### 퍼스트 스테이지

#### 경기 기록
| 일시                     | 경기  | 원정팀(선공)             | 스코어 | 홈팀(후공)       | 개최 구장          |
| ------------------------ | ----- | ------------------------ | ------ | ---------------- | ------------------ |
| 11월 6일(토)             | 1차전 | 도호쿠 라쿠텐 골든이글스 | 4 - 5  | 지바 롯데 마린스 | ZOZO 마린 스타디움 |
| 11월 7일(일)             | 2차전 | 도호쿠 라쿠텐 골든이글스 | 4 - 4  | 지바 롯데 마린스 | ZOZO 마린 스타디움 |
| 승리팀: 지바 롯데 마린스 |       |                          |        |                  |                    |

#### 1차전
- 11월 6일 - ZOZO 마린 스타디움

| 팀 | 1 | 2 | 3 | 4 | 5 | 6 | 7 | 8 | 9  | R | H | E |
| 라쿠텐                                                                                                | 0 | 1 | 0 | 0 | 0 | 0 | 3 | 0 | 0  | 4 | 5 | 0 |
| 지바 롯데                                                                                             | 0 | 0 | 3 | 0 | 0 | 0 | 0 | 1 | 1X | 5 | 9 | 2 |
| 승리 투수: 마스다 나오야(1-0) 패전 투수: 쑹자하오(0-1) 홈런: 지바 롯데 – 아데이니 헤체베리아(8회 1점) |   |   |   |   |   |   |   |   |    |   |   |   |

#### 2차전
- 11월 7일 - ZOZO 마린 스타디움

| 팀 | 1 | 2 | 3 | 4 | 5 | 6 | 7 | 8 | 9 | R | H  | E |
| 라쿠텐 | 0 | 2 | 0 | 0 | 0 | 0 | 2 | 0 | 0 | 4 | 11 | 0 |
| 지바 롯데 | 0 | 1 | 0 | 1 | 0 | 1 | 1 | 0 | X | 4 | 9  | 0 |
| 승리 투수: - 패전 투수: - 홈런: 라쿠텐 – 스미타니 긴지로(7회 1점) 지바 롯데 – 야마구치 고키(6회 1점), 레오니스 마르틴(7회 1점) |   |   |   |   |   |   |   |   |   |   |    |   |

### 파이널 스테이지

#### 경기 기록
| 일시                    | 경기       | 원정팀(선공)     | 스코어 | 홈팀(후공)      | 개최 구장        |
| ----------------------- | ---------- | ---------------- | ------ | --------------- | ---------------- |
| 어드밴티지              | 어드밴티지 | 지바 롯데 마린스 |        | 오릭스 버펄로스 |                  |
| 11월 10일(수)           | 1차전      | 지바 롯데 마린스 | 0 - 1  | 오릭스 버펄로스 | 교세라 돔 오사카 |
| 11월 11일(목)           | 2차전      | 지바 롯데 마린스 | 0 - 2  | 오릭스 버펄로스 | 교세라 돔 오사카 |
| 11월 12일(금)           | 3차전      | 지바 롯데 마린스 | 3 - 3  | 오릭스 버펄로스 | 교세라 돔 오사카 |
| 승리팀: 오릭스 버펄로스 |            |                  |        |                 |                  |

#### 1차전
- 11월 10일 - 교세라 돔 오사카

| 팀                                                                | 1 | 2 | 3 | 4 | 5 | 6 | 7 | 8 | 9 | R | H | E |
| 지바 롯데                                                         | 0 | 0 | 0 | 0 | 0 | 0 | 0 | 0 | 0 | 0 | 4 | 0 |
| 오릭스                                                            | 1 | 0 | 0 | 0 | 0 | 0 | 0 | 0 | X | 1 | 5 | 1 |
| 승리 투수: 야마모토 요시노부(1-0) 패전 투수: 이시카와 아유무(0-1) |   |   |   |   |   |   |   |   |   |   |   |   |

#### 2차전
- 11월 11일 - 교세라 돔 오사카

| 팀 | 1 | 2 | 3 | 4 | 5 | 6 | 7 | 8 | 9 | R | H | E |
| 지바 롯데 | 0 | 0 | 0 | 0 | 0 | 0 | 0 | 0 | 0 | 0 | 4 | 0 |
| 오릭스 | 0 | 0 | 0 | 0 | 0 | 2 | 0 | 0 | X | 2 | 6 | 0 |
| 승리 투수: 다지마 다이키(1-0) 패전 투수: 미마 마나부(0-1) 세이브: 히라노 요시히사(1S) 홈런: 오릭스 – 스기모토 유타로(6회 2점) |   |   |   |   |   |   |   |   |   |   |   |   |

#### 3차전
- 11월 12일 - 교세라 돔 오사카

| 팀                                                                                             | 1 | 2 | 3 | 4 | 5 | 6 | 7 | 8 | 9  | R | H | E |
| 지바 롯데                                                                                      | 0 | 0 | 1 | 0 | 0 | 0 | 1 | 1 | 0  | 3 | 8 | 0 |
| 오릭스                                                                                         | 0 | 0 | 0 | 0 | 0 | 2 | 0 | 0 | 1X | 3 | 8 | 0 |
| 승리 투수: - 패전 투수: - 홈런: 지바 롯데 – 나카무라 쇼고(8회 1점) 오릭스 – 무네 유마(6회 2점) |   |   |   |   |   |   |   |   |    |   |   |   |

## 수상 선수
- 클라이맥스 시리즈 MVP : 스기모토 유타로(오릭스)

### 주해
1. ↑  만약 라쿠텐이 진출하더라도 첫 맞대결인 셈이다.
2. ↑  센트럴 리그는 전 구단이 퍼스트 스테이지 진출 후 이를 돌파해 파이널 스테이지 진출을 결정지었다. 1위 팀으로서 경험하지 않은 구단은 2021년 기준으로 요코하마 DeNA 베이스타스와 한신 타이거스였지만 2023년에 한신이 리그 우승을 차지하여 파이널 스테이지 진출을 결정지었기 때문에 DeNA가 유일하다.

### 출전
1. ↑  “CS、セ・パ両リーグで延長戦なし 同点コールドも”. 《니혼케이자이 신문》 (일본어). 2021년 10월 27일. 2021년 10월 27일에 확인함.

## 같이 보기
- 2021년 센트럴 리그 클라이맥스 시리즈
- 2021년 일본 시리즈